# Ендевор (Вісконсин)
Ендевор (англ. Endeavor) — селище (англ. village) в США, в окрузі Маркетт штату Вісконсин. Населення — 432 особи (2020).

## Географія
Ендевор розташований за координатами 43°42′57″ пн. ш. 89°28′16″ зх. д. / 43.71583° пн. ш. 89.47111° зх. д. (43.715863, -89.471036).  За даними Бюро перепису населення США в 2010 році селище мало площу 2,05 км², з яких 1,90 км² — суходіл та 0,15 км² — водойми.

## Демографія
Згідно з переписом 2010 року, у селищі мешкало 468 осіб у 175 домогосподарствах у складі 126 родин. Густота населення становила 228 осіб/км².  Було 189 помешкань (92/км²).
Расовий склад населення:
| - 90,2 % — білих - 1,9 % — чорних або афроамериканців - 1,9 % — азіатів - 1,1 % — корінних американців - 2,4 % — осіб інших рас |

До двох чи більше рас належало 2,6 %. Частка іспаномовних становила 4,5 % від усіх жителів.
За віковим діапазоном населення розподілялося таким чином: 27,4 % — особи молодші 18 років, 63,4 % — особи у віці 18—64 років, 9,2 % — особи у віці 65 років та старші. Медіана віку мешканця становила 37,2 року. На 100 осіб жіночої статі у селищі припадало 100,9 чоловіків;  на 100 жінок у віці від 18 років та старших — 103,6 чоловіків також старших 18 років.
Середній дохід на одне домашнє господарство  становив 56 139 доларів США (медіана — 52 727), а середній дохід на одну сім'ю — 64 664 долари (медіана — 58 393). Медіана доходів становила 45 227 доларів для чоловіків та 35 278 доларів для жінок. За межею бідності перебувало 7,8 % осіб, у тому числі 7,8 % дітей у віці до 18 років та 17,6 % осіб у віці 65 років та старших.
Цивільне працевлаштоване населення становило 251 особа. Основні галузі зайнятості: виробництво — 20,7 %, освіта, охорона здоров'я та соціальна допомога — 19,5 %, роздрібна торгівля — 10,8 %, сільське господарство, лісництво, риболовля — 10,8 %.